# Област Берат
Област Берат (алб. Rrethi i Beratit) је једна од 36 области Албаније. Има 141.944 становника (попис из 2011), и површину од 915 km². У средишту је земље, а главни град је Берат. Други значајни градови у овој области су Поличан и Уре Вајгуроре.
Обухвата општине: Берат, Вељабишт (Велебиште), Вртоп, Кутали, Љумас, Отлак, Пољицан, Пошњ, Рошник, Сињ, Трпан, Ура Вајгуроре и Цукаљат.